# Detroit Vagabond Kings
Los Detroit Vagabond Kings fueron un equipo de baloncesto que jugó una temporada en la National Basketball League (NBL), competición antecesora de la actual NBA, con sede en la ciudad de Detroit (Míchigan). Fue fundado en 1948, y era propiedad de Cleo King Boring.

## NBL
Los Vagabond Kings entraron en la NBL en la temporada 1948-49, pero el equipo desapareció a mitad de temporada, el 17 de diciembre de 1948, cuando llevaban firmado un balance de dos victorias en 19 partidos. La franquicia fue reemplazada por los Dayton Rens, que se convirtió en el primer equipo de jugadores afroamericanos en jugar en una liga profesional.

### Trayectoria
Nota: G: Partidos ganados P:Partidos perdidos 
| Temporada | Liga | G | P  | Posición | División      | Play-offs                |
| --------- | ---- | - | -- | -------- | ------------- | ------------------------ |
| 1948-49   | NBL  | 2 | 17 | 4º       | División Este | No finalizó la temporada |